# Kulturhaus Emailwerk

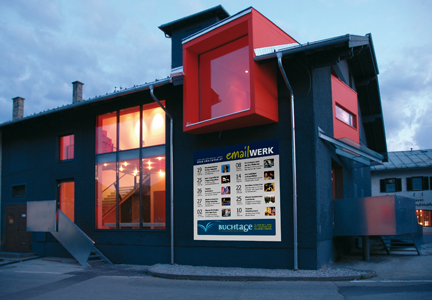
Emailwerk Seekirchen

Das Kulturhaus EmailWerk ist eine Veranstaltungs- und Produktionsstätte für zeitgenössische Kunst und Kultur in Seekirchen am Wallersee.

## Geschichte
1921 gründete der gelernte Schmied und Schlosser Anton Windhager in Seekirchen ein Unternehmen, heute als Windhager AG bekannt. Es war spezialisiert auf die Erzeugung von Druckschiffherden, Elektroherden und Brotbackherden. Für die Herstellung dieser Produkte wurde im Zentrum Seekirchens eine Fabrik errichtet, die in Folge bis in die 1970er als „Emaillier-Werk“ betrieben wurde. Diese Technik zur Veredelung von metallischen Oberflächen war zu jener Zeit ein innovatives und gängiges Verfahren. Die letzten Jahrzehnte fand das historische Fabriksgebäude als Lager Verwendung.
2001 entwickelten Verena und Leo Fellinger das Projekt „Regionales Kulturhaus“ und gewannen einen Landespreis. 2005 wurde das Gebäude (damals noch im Besitz der Firma Windhager) vom Kulturverein Kunstbox langfristig angemietet und mit Mitteln des Landes Salzburg, der Stadt Seekirchen und dem EU-Regionalförderprogramm LEADER zu einem Zentrum für zeitgenössische Kunst und Kultur umgestaltet. Gestaltung und Namensgebung orientierten sich an der Nutzung als Kultur- und Veranstaltungszentrum, der Name nimmt den historischen Hintergrund des Gebäudes und seine Bedeutung in der Geschichte Seekirchens auf. Die Bedeutung des Namens „EmailWerk“ (Emaillierung = Veredelung) soll das inhaltliche Anliegen widerspiegeln, neue und innovative Kulturarbeit auf den Grundmauern traditioneller Kultur umzusetzen. Im Jahr 2007 gab es eine Kontroverse, als die hohen Kosten des Kulturzentrums für die Stadt kritisiert wurden.
2011 erwarb die Stadtgemeinde Seekirchen das Emailwerk von der Firma Windhager, um den Standort des Kulturhauses Emailwerk und damit die Rolle der zeitgenössischen Kulturarbeit im Salzburger Seengebiet für die Zukunft abzusichern.

## Schwerpunkte
Die Initiative zur Gründung kam vom Kulturverein KunstBox mit dem Ziel, zeitgenössische Kunst im nicht urbanen Raum außerhalb der Stadt Salzburg zu produzieren. Das Emailwerk ist ein „Mehrspartenhaus“, es veranstaltet unterschiedliche Kunstrichtungen (Theater, Literatur, Musik, Tanz und Bildende Kunst), wobei sich als Unterscheidungsmerkmal in den ersten fünf Jahren Schwerpunkte herausgebildet haben:
- Die Auseinandersetzung mit Geschichte und Landschaft des Salzburger Seengebietes erfolgt auf zwei Ebenen. Im Bereich der Literatur werden jährlich zwei Stipendien vergeben, um die Tradition des Schreibens am Wallersee fortzusetzen, die seine Hochblüte mit den Schriftstellern Carl Zuckmayer (1934–1938), Alice Herdan-Zuckmayer (1934–1938), Ödön von Horváth (1936–1937) und Thomas Bernhard (1935–1937) hatte. Aus diesen Stipendien resultierten bereits zwei Publikationen im Otto Müller Verlag sowie ein Literaturführer (verfasst von Silvia Bengesser) zur Dokumentation und Aufbereitung der literarischen Vergangenheit des Salzburger Seenlandes für Bürger.  Im Bereich der Bildenden Kunst werden in der Landschaft des Seengebietes in Zusammenarbeit mit Landart-Künstlern und Bildhauern Landart-Kunstwerke geschaffen sowie Workshops für Erwachsene und Kinder durchgeführt.
- Acappella- und Vokalmusik wird sowohl als ganzjähriges Thema, als auch mit Schwerpunktfestivals und Fortbildungsangeboten für Sänger umgesetzt.
- Ein weiterer Schwerpunkt ist die jährliche Durchführung von Kreativen Kindertagen, wo das Hauptaugenmerk auf der Aktivierung und Anregung von Kreativität bei Kindern und Schülern liegt.
- Seit 2013 befasst sich der Verein intensiv mit der Erarbeitung eines Konzeptes für ein „Haus der Sprache“, ein Sprachmuseum. Eine Machbarkeitsstudie wurde erstellt und der Öffentlichkeit präsentiert[7], eine Musterausstellung mit dem Titel „SprachLust“ wurde 2014 in Seekirchen (Emailwerk)[8] und 2015 in der Salzburger Stadtbibliothek[9] gezeigt.

Das Kulturhaus EmailWerk verfügt über einen Veranstaltungsraum für 155 Besucher, eine Bar im Foyer und ist barrierefrei. 2013 besuchten ca. 13.000 Besucher die insgesamt 283 Kulturveranstaltungen und Workshops, 2007 waren es noch 8.000 Besucher bei 100 Veranstaltungen.

## Auszeichnungen
- Das Gründungsteam des Kulturverein Kunstbox erhielt 2000 den „Innovationspreis der Stadt Seekirchen“ für das Konzept „Regionale Kulturarbeit“.
- Der Kulturverein KunstBox und das Kulturhaus Emailwerk wurden 2011 mit dem „Salzburger Landespreis für Kulturarbeit 2011“ ausgezeichnet. Damit würdigte die Jury, dass im Kulturhaus Emailwerk Kultur geschaffen wird, Anreize zur Weiterentwicklung von Künstlern und Kunstsparten gesetzt werden und Seekirchen dadurch in den Mittelpunkt internationaler Entwicklungen stellt.[11]
- Der Kulturverein Kunstbox und die Stadtgemeinde Seekirchen erhalten vom Land Salzburg das Prädikat: „Kultur-Ort des Landes Salzburg 2013“.[12]
- Das Kulturhaus Emailwerk erhält 2021 das „Österreichische Umweltzeichen“ (Unabhängiges Gütesiegel für Umwelt und Qualität)[13]

## Partnerschaften
Das Kulturhaus Emailwerk ist Mitglied im Dachverband Salzburger Kulturstätten.